# John Mackenzie
John Leonard Duncan Mackenzie (Edimburgo, 22 de mayo de 1928 - 8 de junio de 2011) fue un director de cine británico que trabajó en el cine desde finales de los 60, primero como ayudante de dirección y después como director independiente.

## Biografía
Mackenzie nació en Edimburgo y estudió en la Holy Cross Academy. Estudió historia en la Universidad de Edimburgo. Estudió arte dramático y se unió a la Gateway Theatre Company de Edimburgo. Trabajó como maestro y se trsladó a Londres en 1960.
Comenzó a trabajar con Ken Loach como su ayudante de dirección en trabajos como Up the Junction (1965) y Cathy Come Home (1966). Esta formación permitió que Mackenzie comenzase a dirigir él mismo, además de enseñarle las habilidades de trabajar en con actores locales no profesionales con un presupuesto y un calendario ajustados.
Después de su aprendizaje con Loach, Mackenzie trabajó en obras de televisión. Durante ese periodo, dirigió episodios de The Jazz Age y ITV Saturday Night Theatre. Su primera película fue el telefilm dramático There Is Also Tomorrow (1969), seguido por los filmes Un corto verano (One Brief Summer) (1970) y Unman, Wittering and Zigo, una adaptación de radioteatro de Giles Cooper (1971). Mackenzie aún trabajó sobre todo para la televisión, a excepción de la producción independiente Víctima de la sociedad (Made) (1972), hasta que en 1979 dirigió la aclamada A Sense of Freedom, película nominada a los Premios BAFTA. Freedom fue superada en elogios de la crítica  por su siguiente película El largo viernes santo. Esta película , protagonizada por Bob Hoskins y Helen Mirren, le abrió oportunidades para trabajar en los Estados Unidos. El cónsul honorario (The Honorary Consul) (adaptación de la novela de Graham Greene por Christopher Hampton) reunió a Mackenzie con Hoskins, y le dio la oportunidad de dirigir a Michael Caine y Richard Gere. Otras películas de Mackenzie en este periodo fueron The Innocent (1985) y El cuarto protocolo (1987).
El mayor éxito de Mackenzie en su periodo norteamericano fue La conspiración de Dallas (1992), un biopic de Jack Ruby, el propietario del club nocturno texano que asesinó a Lee Harvey Oswald. Ruby fue protagonizada por el nominado a un Óscar Danny Aiello y la actriz de Twin Peaks Sherilyn Fenn.
Otra película de este periodo fue Código azul (The Last of the Finest), un thriller británico-estadounidense protagonizado por Brian Dennehy. Mackenzie volvió al Reino Unido en 1993. Posteriormente dirigió películas como Deadly Voyage (1996) y El valor de la verdad (2000).
El 8 de junio de 2011, Mackenzie murió después de un infarto, unas tres semanas después de cumplir 83 años.

## Filmografía
Cine
- Un corto verano (One Brief Summer) (1970)
- Unman, Wittering and Zigo (1971)
- Víctima de la sociedad (Made) (1972)
- A Sense of Freedom (1979)
- El largo viernes santo (The Long Good Friday) (1980)
- El cónsul honorario (The Honorary Consul) (1983)
- The Innocent (1985)
- El cuarto protocolo (The Fourth Protocol) (1987)
- Código azul (The Last of the Finest) (1990)
- La conspiración de Dallas (Ruby) (1992)
- El valor de la verdad (When the Sky Falls) (2000)
- Quicksand (2003)

Televisión
- The Cheviot, the Stag, and the Black Black Oil BBC (1973)
- Shutdown BBC (1974)
- Just Another Saturday BBC (1975)
- Double Dare (BBC 1976)
- A Passage to England BBC (1976)
- Red Shift BBC (1977)
- Just a Boys' Game BBC (1979)
- Act of Vengeance HBO (1986)
- Voyage, o també Cruise of Fear PBS (1993)
- The Infiltrator, o també In Hitler's Shadow HBO (1995)
- Deadly Voyage HBO (1996)
- Looking After Jo Jo (1998)
- Aldrich Ames: Traitor Within Showtime (1998)
- Avenger (2004)